# Vena satélite
Las venas comitantes, venas satélites o venas acompañantes (TA: vena comitans) son venas, normalmente en número de dos, que acompañan estrechamente a la arteria homónima y que se encuentran especialmente en las extremidades y junto a ciertas arterias pequeñas.
Discurrendo a los lados de la arteria, se encuentran en estrecha proximidad respecto a ella de tal modo que las pulsaciones de la arteria ayudan al retorno venoso. Ya que generalmente son dos, a menudo se les hace referencia en plural: venas comitantes (venae comitantes en latín).
Las arterias grandes, por otro lado, generalmente no presentan venas comitantes. Suelen tener en su lugar una sola vena de tamaño similar que no está íntimamente relacionada con la arteria.
Ejemplos de arterias y sus venas satélites:
- Arteria radial y venas radiales
- Arteria cubital y venas cubitales
- Arteria braquial y venas braquiales

Ejemplos de arterias que no tienen venas comitantes:
- Arteria axilar y la vena axilar
- Arteria subclavia y la vena subclavia